# سباستيان فيتل
سيباستيان فيتل (بالألمانية: Sebastian Vettel ) (ولد في 7 يوليو 1987) بمدينة هيبنهايم بألمانيا، سائق سيارات السباق الفورمولا واحد ألماني الجنسية. مرتبط بعقد مع فريق استون مارتين في الوقت الراهن. وهو أصغر بطل للعالم في بطولة الفورمولا 1.
حصل فيتل على العديد من الألقاب في سجلات الفورمولا واحد، ومعظمها لكونه أصغر سائق يحقق مجموعة من الأولويات في تاريخ السباقات. ومن خلال المشاركة في التجارب الحرة لسباق الجائزة الكبرى التركي 2006 أصبح فيتيل اصغر سائق للفورمولا واحد يشارك في سباقات الجائزة الكبرى. وفي سن 19 سنة و53 يوماأصبح السائق الأصغر السادس الذي يبدأ السباق الرئيسي في سباقات الجائزة الكبرى وأصغر سائق يتمكن من تسجيل نقاط في سباق الجائزة الكبرى. وخلال التجارب التأهيلية لسباق الجائزة الكبرى الإيطالي 2008، أصبح فيتيل اصغر سائق في تاريخ الفورمولا واحد يتمكن من ضمان مركز الانطلاق للسباق الرئيسي. والذي تمكن من خلاله من الفوز بالسباق، مما جعل منه أصغر فائز بسباق الجائزة الكبرى في الفورمولا واحد.

## بداية حياته المهنية
كانت بداية فيتيل المهنية مع سباقات السيارات في سباق كارت في عام 1995، وفاز حينها بعدة مناسبات مختلفة مثل كأس موناكو كارت للمبتدئين (2001). وفي عام 2003، ارتقى إلى سباقات السيارات احادية المقعد وفاز في عام 2004 ببطولة الفورمولا بي إم دبليو الألمانية برصيد 18 انتصارا من 20 سباقا. انتقل بعد ذلك في عام 2006 إلى سباقات الفورمولا واحد ضمن فريق بي إم دبليو ساوبر كسائق ثالث للفريق. وفي سباق الجائزة الكبرى الأمريكي 2007 حل بديلا لزميله في الفريق السائق روبرت كوبيتسا - الذي كان قد تعرض لحادثة خطيرة خلال السباق السابق- وتمكن فيتيل خلال السباق من تحقيق المركز الثامن وبالتالي احرازه لأول نقاطه في الفورمولا واحد.